# Bubierca
Bubierca es un municipio y localidad española de la provincia de Zaragoza, en la comunidad autónoma de Aragón. El término municipal tiene una población de 57 habitantes (INE 2024).

## Geografía
Está situado a 1076 km de Zaragoza y forma parte de la comarca de la Comunidad de Calatayud. Está atravesado por la autovía del Nordeste, que recorre el municipio entre los pK 209 y 214. Parte de su término municipal está protegido dentro de la red Red Natura 2000 con la denominación de Riberas del Jalón (Bubierca-Ateca), que comprende una franja entre Bubierca y Ateca de la ribera del río Jalón.
El relieve es muy irregular, sólo suavizado por el río Jalón que rodea el pueblo. Predominan los abruptos barrancos, alcanzándose alturas de más de 900 m por el norte, cerca de la Sierra del Caballero. Por el sur el terreno es similar, sobresaliendo el Cerro Santiago (896 m). El pueblo, en la ribera del río, se alza a 647 m sobre el nivel del mar. 
| Noroeste: Alhama de Aragón | Norte: Ateca | Noreste: Ateca                 |
| Oeste: Alhama de Aragón    |              | Este: Ateca                    |
| Suroeste: Alhama de Aragón | Sur: Godojos | Sureste: Castejón de las Armas |

## Historia
El municipio se encuentra en el recorrido del itinerario de Antonino denominado Alio itinere ab Emerita Cesaragustam 369, por lo que con toda probabilidad, bajo los sedimentos depositados por el río Jalón se encuentre enterrada la antigua calzada romana aún por descubrirse. Hay constancia de que existía en tiempos de los romanos, ya que Bubierca aparecía en los Epigramas de Marcial.
En la Reconquista, Paso El Cid Campeador, en cuyo Cantar de Mio Cid, aparece este verso:

Pasó por Bubierca y por Ateca, que está adelante,
y junto a Alcocer mío Cid iba a acampar,
en un otero redondo, fuerte y grande;
cerca corre el Jalón, el agua no le pueden cortar.

En 1808, durante la guerra de la independencia tuvo lugar la batalla de Bubierca. Hacia mediados del siglo XIX, el lugar tenía contabilizada una población de 674 habitantes. Aparece descrito en el cuarto volumen del Diccionario geográfico-estadístico-histórico de España y sus posesiones de Ultramar de Pascual Madoz de la siguiente manera:

BUBIERCA: l. con ayunt. de la prov., aud. terr. y c. g. de Zaragoza (19 leg.), part. jud. y adm. de rent. de Ateca (1 1/2), dióc. de Tarazona (13 1/2): sit. á la márg. izq. del r. Jalon, sobre la carretera que de Madrid conduce á Zaragoza, entre dos cordilleras de montes elevados, combatido por los vientos del N. y O. con clima templado y saludable; las enfermedades que mas comunmente se padecen son calenturas intermitentes: tiene 223 casas distribuidas en varias calles y pequeñas plazuelas, posadas públicas, una casa de ayunt. una cárcel, una escuela de primeras letras dotada con 1880 rs. vn. y concurrida por 50 discípulos, y otra para las niñas á cuya maestra pagan 300 rs. vn. y enseña las labores propias de su sexo á las 20 que asisten generalmente: tiene ademas una igl. dedicada á Ntra. Sra. de la Esperanza, y otra parr. (San Miguel), servida por un capítulo de 8 beneficiados de los cuales hay 2 vacantes; el cementerio está en parage ventilado fuera de la pobl.: los vec. se sirven para beber y demas usos domésticos de las aguas de una fuente que hay á 20 pasos de las últimas casas del l. y de otra que hay á 600; las de la primera son muy buenas: las de la segunda salobres y solo se aprovechan para ciertos usos: el térm. confina N. Ateca y Moros (1 leg.); E. Castejon de Armas (1/2); S. Godojos (1), y O. Alhama (1/2): dentro de su circunferencia se encuentran un cas. llamado Sta. Quiteria con su ermita de este nombre, y cot. red. y otra ermita dedicada á San Gregorio. El terreno es quebrado y montuoso; su calidad buena muy particularmente para viñas; tiene abundante plantacion de estas y tambien de árboles frutales: se crian buenas yerbas de pasto y proporciona leña y maderas para el consumo: lo atraviesa el r. Jalon que lo fertiliza en mucha parte y da movimiento á las ruedas de un molino harinero: en su orilla se ve un batan casi destruido. Los caminos á escepcion de la carretera de que se ha hablado son locales y malos. El correo se recibe todos los dias de Madrid y de Zaragoza despachándolo desde Guadalajara el 1.º y desde Calatayud el 2.º llega este á las 5 de la tarde y aquel á las 8 de la mañana. prod.: trigo, cebada, cáñamo, vino, frutas, legumbres y hortalizas; cria ganado lanar y cabrío; caza de perdices, conejos y liebres, y pesca de barbos y alguna anguila. ind.: ademas del molino y batan, se ejercen las artes mecánicas mas indispensables. comercio la esportacion de vino y cáñamo, é importacion de art. que faltan. pobl.: 142 vec. 674 alm. cap. prod.: 1.260,000 imp. 70,600. contr.: 18,279 rs.
Es esta pobl. de antigüedades romanas. Fué ganada á los sarracenos por el emperador D. Alonso en 1122. Debe citarse la que junta que dispuso de sus capitanes D. Pedro de Castilla para esta pabl. en el año 1363 , donde les hizo jurar por su sucesora á Doña Beatriz, por sustituta á Doña Constanza, y de las dos á Doña Isabel que era la tercera y la última.
(Madoz, 1846, p. 469)

## Demografía
Cuenta con una población de 57 habitantes (INE 2024).
| Gráfica de evolución demográfica de Bubierca entre 1842 y 2021                                                        |
| |
| Población de derecho según los censos de población del INE. Población de hecho según los censos de población del INE. |

## Transporte
Al noreste del casco urbano, siguiendo la carretera N-IIa se sitúa la estación de Bubierca, con comunicación directa, entre otras localidades, a Zaragoza, Calatayud y Ariza. El servicio es muy limitado, pues solo hay un tren de Zaragoza a la localidad los viernes y regreso el domingo, con destino y origen Ariza, respectivamente.

## Administración y política
| Período   | Alcalde                    | Partido |  |
| --------- | -------------------------- | ------- |  |
| 1979-1983 | María Isabel García Bernal | UCD     |  |
| 1983-1987 |                            |         |  |
| 1987-1991 |                            |         |  |
| 1991-1995 |                            |         |  |
| 1995-1999 |                            |         |  |
| 1999-2003 |                            |         |  |
| 2003-2007 |                            |         |  |
| 2007-2011 | Antonio Borque Cubero      | PAR     |  |
| 2011-2015 | Antonio Borque Cubero      | PAR     |  |
| 2015-2019 | Antonio Borque Cubero      | PAR     |  |

| Partido político    | Partido político                                   | 2003   | 2007   | 2011   | 2015   |
| Partido político    | Partido político                                   | Ediles | Ediles | Ediles | Ediles |
|                     | Partido Aragonés (PAR)                             | —      | 1      | 2      | 2      |
|                     | Partido de los Socialistas de Aragón (PSOE-Aragón) | —      | —      | 1      | 1      |
|                     | Partido Popular de Aragón (PP)                     | 1      | —      | —      | —      |
|                     | Chunta Aragonesista (CHA)                          | —      | —      | —      | —      |
|                     | Izquierda Unida (IU)                               | —      | —      | —      | —      |
| Total de concejales | Total de concejales                                | 1      | 1      | 3      | 3      |

## Patrimonio
- Iglesia de San Miguel Arcángel.[10] Pertenece al arciprestazgo del Alto Jalón.
- Ermita de Nuestra Señora de la Esperanza.[10]

## Fiestas
- El 29 de septiembre se celebra San Miguel.[11]
- El 18 de diciembre la Virgen de la Esperanza.[11]
- El último domingo de mayo se celebra la romería a la ermita de Santa Quiteria[10]